# Rejon boryspolski (1923–2020)
Rejon boryspolski (ukr. Бориспільський район) – jednostka administracyjna w składzie obwodu kijowskiego Ukrainy.

Plan przedstawiający granicę sprzed reformy z 17 lipca 2020 r.

Powstał w 1923. Ma powierzchnię 3871,3 km² i liczy około 203 tys. mieszkańców (2021). Siedzibą władz rejonu jest Boryspol.